# Karnöffel
Karnöffel es un juego de naipes del subgénero juego de bazas que se cree que probablemente tiene su origen en la zona germánica superior de Europa de principios del siglo XV. Aparece por primera vez mencionado «en una orden municipal de Nördigen, Bavaria, en 1426 entre otros juegos que podían ser jugados legalmente en las celebraciones anuales de la ciudad.» Esto lo convierte en el juego de naipes europeo más antiguo de la historia de los juegos de cartas.

## Historia
El nombre Karnöffel se deriva probablemente de otro juego de naipes, «Kanjafah» o «Kanjifah» —en los manuscritos contemporáneos aparece bajo el nombre de Karniffel, Karnueffel y Karnoeffelins—, de origen persa y que también se asemeja a la palabra Ganjifa, «Gajifeh», de origen indio. Se consideraba un juego para soldados y los habitantes de las ciudades más que para la alta sociedad.
Karnöffel es único en cuanto que posee un palo cuyas cartas tienen prioridad a la hora de ganar bazas. Sistema que puede ser el precursor de las cartas de triunfo del Tarot, así como el comodín usado en varias barajas internacionalmente. A diferencia de los juegos de cartas modernos como póquer o Gin rummy, Karnöffel precisa de un mazo de tan solo cuarenta y ocho cartas.
La primera referencia notable que existe de Karnöfell es un poema de Meissner, descubierto por Dr. Von Leyden, escrito en o antes de 1450.
Un juego derivado del mismo se juega aún alrededor de Stans y en el valle de Engelberg, en el Cantón Niwalden, en Suiza bajo el nombre de Kaiserjass, aunque no es una variedad de Jass, conocido como Kaiserspiel.

## Sistema de juego
Se trata de un juego por equipos en el que se reparten cinco cartas y en el que se declara ganador el primero de los equipos que gana cinco bazas. Karnöffel se juega con una baraja de cincuenta y dos cartas a la que se le retiran los ases. La baraja alemana tiene obers y unters como figuras en lugar de reinas y jotas —sotas en España—. Si se juega con una baraja francesa se utiliza la reina como ober y la jota como unter. La prelación de cartas es la normal en los juegos de bazas.

Rey > reina > jota > 10 > 9 > 8 > 7 > 6 > 5 > 4 > 3 > 2
Prelación normal de cartas.

En cuanto al palo de quasi-triunfo, las siguientes cartas no son de triunfo: rey, reina, 10, 9, 8. Por lo tanto, el orden de los triunfos quedaría de la siguiente forma.

Jota > 7 > 6 > 2 > rey > 3 > reina > 4 > 5
Prelación del palo de triunfo.

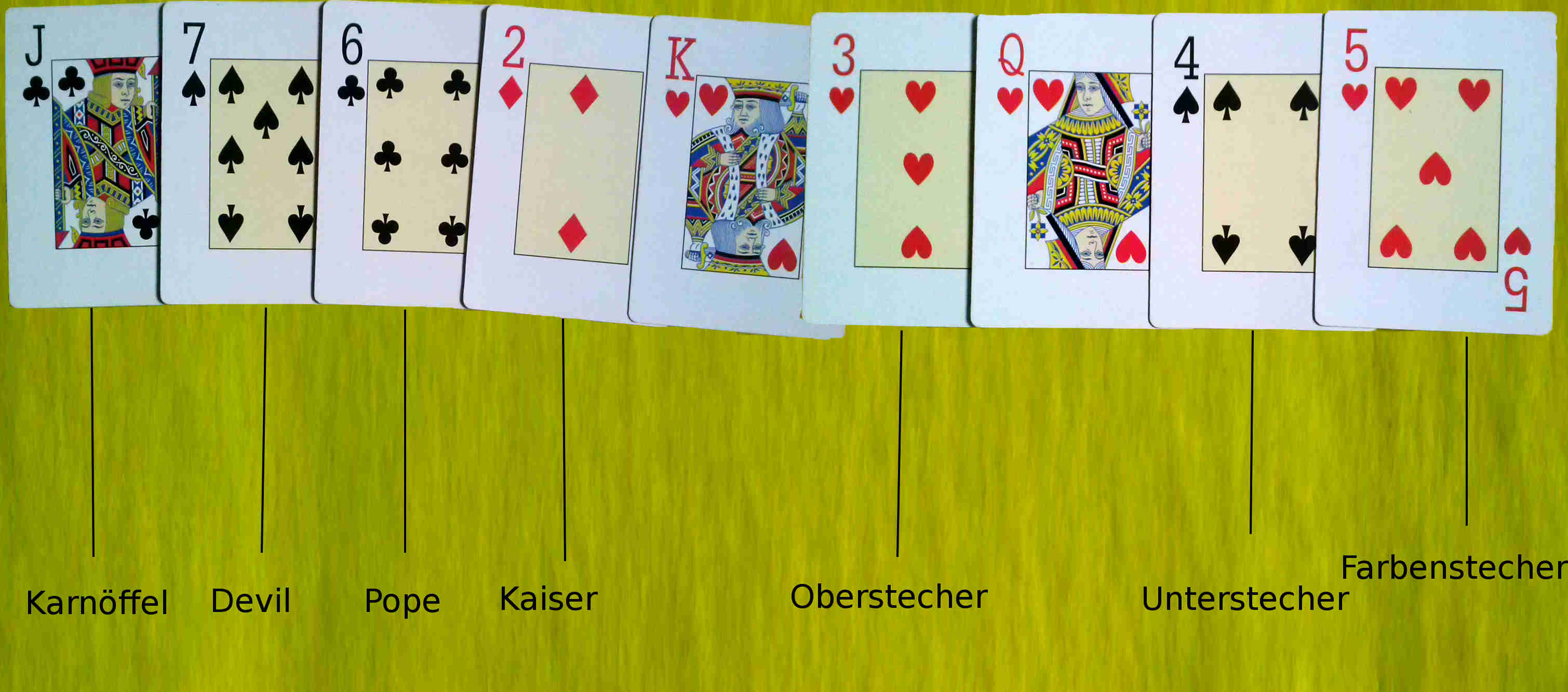
Orden de los triunfos en el juego de naipes Karnöffel.

El dador reparte cinco cartas a cada jugador, una a la vez. La primera de las cartas se coloca boca arriba encima de la mesa. La carta boca arriba de menos valor determina el «triunfo» por esa mano. Una vez decidido el mismo, la carta se voltea y se siguen repartiendo las cuatro restantes, una por una, a cada uno de los jugadores que participan en la partida —en total cinco a cada uno—. En caso de empate, se utiliza la primera carta volteada encima de la mesa como palo de triunfo.
El jugador a la izquierda del dador abre la mano con cualquier carta. Cada uno de los jugadores siguientes, en sentido horario, juega una carta más. No hay obligación de asistir al palo. Quiere decir que, en caso de tener una carta del mismo palo, se puede elegir entre echarla o no, según le convenga a cada uno. El jugador que haya jugado la carta más alta, o el triunfo más alto, gana la baza y comienza abriendo la siguiente mano.
Los jugadores continúan así hasta que todas las cartas hayan sido jugadas. El equipo que haya ganado como mínimo tres de las cinco bazas gana la mano y el turno de reparto de cartas pasa al siguiente jugador, en sentido horario igualmente.
Los miembros de los equipos tienen permitido hablar sobre el valor de sus manos y de cualquier otra información que vean necesaria.

## Las cartas en el palo del triunfo
A diferencia de otros juegos de cartas como pueden ser Napoleón, Durak o 3-5-8, solo algunas de las cartas del palo designado como triunfo tienen valor real de triunfo. Las cartas especiales y sus valores son:
| Número de carta | Nombre alternativo | Valor |
| Jota            | Karnöffel          | Gana a cualquier carta. |
| 7               | Devil              | Gana a cualquier carta salvo a la anterior, solo en el caso de que sea la primera carta de una baza. Si no es la primera carta de una baza se convierte en un siete cualquiera —no es un triunfo—. No puede utilizarse en la primera baza. |
| 6               | Pope               | Gana a cualquier carta salvo a las anteriores. |
| 2               | Kaiser             | Gana a cualquier carta salvo a las anteriores. |
| 3               | Oberstecher        | Gana a cualquier carta salvo a un rey o a las anteriores. |
| 4               | Unterstecher       | Gana a cualquier carta salvo a un rey y a una reina o a las anteriores. |
| 5               | Farbenstecher      | Gana a cualquier carta salvo a las figuras —reyes, reinas y jotas— o a las anteriores. |